# Triodopsis hopetonensis
Triodopsis hopetonensis är en snäckart som först beskrevs av Robert James Shuttleworth 1852.  Triodopsis hopetonensis ingår i släktet Triodopsis och familjen Polygyridae. Inga underarter finns listade i Catalogue of Life.